# Ralf Schriever
Ralf Schriever (* 16. Juni 1951 in Rerik) ist ein deutscher Politiker der SPD.

## Leben und Beruf
Schriever besuchte von 1958 bis 1968 die Oberschulen in Wismar und Rostock, daraufhin absolvierte er die Lehre zum Schiffbauer bei der Rostocker Neptunwerft. 1972 war er zunächst als Decksmann bei der Deutschen Seereederei in Rostock beschäftigt, bevor er zur Neptunwerft zurückkehrte, wo er als Schiffbauer, Schichtleiter und stellvertretender Meister arbeitete. Von 1987 bis 1989 absolvierte er die Fachausbildung zum Schiffbaumeister.
1989 wurde Schriever zum stellvertretenden Vorsitzenden der BGL ernannt. Im Oktober 1990 wurde er stellvertretender Vorsitzender des Betriebsrats der Neptunwerft, welche im Folgejahr mit der Warnowwerft vereinigt wurde. Bei der vereinigten Neptun-Warnow-Werft übernahm Schriever erneut den stellvertretenden Vorsitz im Gesamtbetriebsrat. Daneben gehörte er der Vertreterversammlung der IG Metall und dem Vorstand des gewerkschaftlichen Arbeitslosenvereins "Dau wat" e.V. an.

## Politik
Schriever war Betriebsgruppenleiter der Arbeitsgemeinschaft für Arbeit der SPD in Rostock. Bei der Landtagswahl 1994 zog er über die Landesliste in den Landtag von Mecklenburg-Vorpommern ein, dem er eine Wahlperiode lang bis 1998 angehörte.